# Plánder Ferenc
Plánder Ferenc (Kiskanizsa, 1796. – Nova, 1867.) római katolikus lelkész, Nován (Zala megye) esperesplébános. A nagykanizsai piarista gimnáziumban tanult. 1819-ben szentelték pappá, előtte kispap volt Szombathelyen. Négy hónapig Nagylengyelben volt káplán, majd Szombathelyre ment tanítani. 1825. január 1-jével helyezték Novára plébánosnak, és ott szolgált haláláig. Sírja a novai temetőben található. Nevét viseli a település művelődési háza, és a helytörténeti gyűjtemény is. Alapos ismerője volt a dél-zalai népéletnek. A reformkorban a paraszti élet viszonyai iránti érdeklődés ösztönzésére a Tudományos Gyűjteményben két forrásértékű néprajzi-népnyelvi leírást tett közzé Göcsej területéről. – 
Főbb művei: Zala vármegyei göcseji szóejtés s annak némely különös szavai (Tudományos Gyűjtemény, 1832. 3. sz.); Göcseinek esmérete (Tudományos Gyűjtemény, 1838. 6. sz.). 
Irodalom: Tálasi István: Néprajzi életünk kibontakozása (Bp., 1948); Plander Ferenc Göcsejről (Zalaegerszeg, 1970)